# فارس زرزور
فارس زرزور: روائي سوري كبير من مواليد دمشق 1930
يعد الأديب فارس زرزور من أبرز كتّاب الأدب الواقعي، ومن أهم كتّاب الرواية التاريخية في الأدب السوري المعاصر.
ولد ونشأ في حي شعبي في دمشق عام 1929م والبعض يرجح أنه ولد عام 1930.
نال الشهادة المتوسطة في عام 1947 وعين معلماً في محافظة الجزيرة. ثم نال الشهادة الثانوية في عام
1949، فانتسب إثرها إلى الكلية العسكرية، متأثراً برواية «كل شيء هادئ على الجبهة
الغربية» للكاتب الألماني إريش ماريا ريمارك[ر]، وتخرج فيها ضابطاً.
قام زرزور في الخمسينيات بعدة رحلات إلى لبنان والعراق والكويت، كما أقام مدة قصيرة من الزمن في مصر بصفة ملحق عسكري، إلى أن سُرِّح من الجيش في عام 1959 مع بداية عهد الوحدة.
بدأ زرزور خطواته الأولى في مجال الكتابة القصصية منذ النصف الثاني من أربعينيات القرن العشرين، ونشر بعض قصصه منذ عام 1950 في مجلة «الجندي».
اهتم الكاتب بالقصة القصيرة جنساً أدبياً، ونشر مجموعات لافتة، منها «حتى القطرة الأخيرة» (1961)، و«اثنان وأربعون راكباً ونصف» (1967)، و«لاهو كما هو، ولاشيء مكانه» التي نشرها في تونس عام 1976، وكذلك مجموعة «أبانا الذي في الأرض» (1983). 
في الجبهة كتب فارس زرزور قصة “شجرة البطم” التي فازت بالجائزة الثانية لمجلة الجندي، وجاءت مكافأتها 100 ل.س بالكهرباء وبالماء إلى بيت أبويه، وفي إحدى العقوبات التي ستؤخر ترفيعه كتب قصة “السجين”، ومن جنوب سورية إلى شمالها ستتقاذفه العقوبات، ملاحقاً بشبهة “اليسارية”، حتى يُسرح من الجيش أثناء الوحدة السورية – المصرية 1958 – 1961 وبعدما نقل مع من نقل من الضباط إلى القاهرة، والتقى فيها بنجيب محفوظ ويوسف ادريس وإحسان عبد القدوس.
نشر زرزور عام 1962 بحثاً تاريخياً بعنوان «معارك الحرية في سورية» رصد فيه تاريخ نضال الشعب العربي السوري من أجل حريته واستقلاله. ولم يبق اهتمامه بهذا الجانب من التاريخ محصوراً بالبحث والتقصي، بل امتد إلى الكتابة الروائية متجسداً في ثلاثيته التاريخية «حسن جبل» (1969) و«لن تسقط المدينة» (1969) و«كل ما يحترق يلتهب» (1986). وقد قام المخرج السينمائي نبيل المالح بتحويل الجزء الأول من الثلاثية إلى سيناريو فيلم أخرجه بعنوان «الفهد» من إنتاج المؤسسة العامة للسينما بدمشق. ويحلل الكاتب في هذه الثلاثية جوانب مختلفة من أشكال وصور النضال ضد المستعمر الفرنسي، عبر مجموعة من الشخصيات، نساء ورجالاً، استطاعت أن تحمل لواء المقاومة بصلابة، في تصوير واقعي أخاذ.
```
لم ينل زرزور ما يستحقه من الاهتمام، وعانى كثيراً من المشكلات العائلية في السنوات الأخيرة من حياته بسبب ابنه المعوق ومرض زوجته، لهذا آثر العزلة وأهمل مظهره الخارجي وغدا لا مبالياً، فأعرض عنه كثير من زملائه ومعارفه، ونسيته الصحافة أو تناسته لما صار إليه.
```

توفي في دمشق وكانت وفاته مفاجئة، وتم تشييعه إلى مثواه الأخير في الرابع والعشرين من كانون الثاني (يناير) من العام 2003، وسط إهمال الزملاء والأصدقاء، فضلاً عن إهمل اتحاد الكتاب العرب له، حيث لم يسر خلف جنازته من أدباء سوريا سوى اثنين فقط! هما عبد الرحمن الحلبي وخيري الذهبي، ويعتقد أن إهمال النقاد السوريين نتاج فارس زرزور الأدبي عائد إلى عبثية ومزاجية الكاتب، وعدم انضوائه تحت جنح شلة أو حزب رغم ميوله الاشتراكية والقومية الواضحة في أدبه، وابتعاده عن كل عصبية وتعصب.